# Newington (Connecticut)
Newington es un pueblo ubicado en el condado de Hartford en el estado estadounidense de Connecticut. En el año 2020 tenía una población de 30.536 habitantes y una densidad poblacional de 893 personas por km².

## Geografía
Newington se encuentra ubicada en las coordenadas 41°41′14″N 72°50′25″O / 41.68722, -72.84028.

## Demografía
Según la Oficina del Censo en 2000 los ingresos medios por hogar en la localidad eran de $57,118, y los ingresos medios por familia eran $67,085. Los hombres tenían unos ingresos medios de $43,475 frente a los $35,601 para las mujeres. La renta per cápita para la localidad era de $26,881. Alrededor del 2.2% de la población estaban por debajo del umbral de pobreza.